# خوراک‌دارو

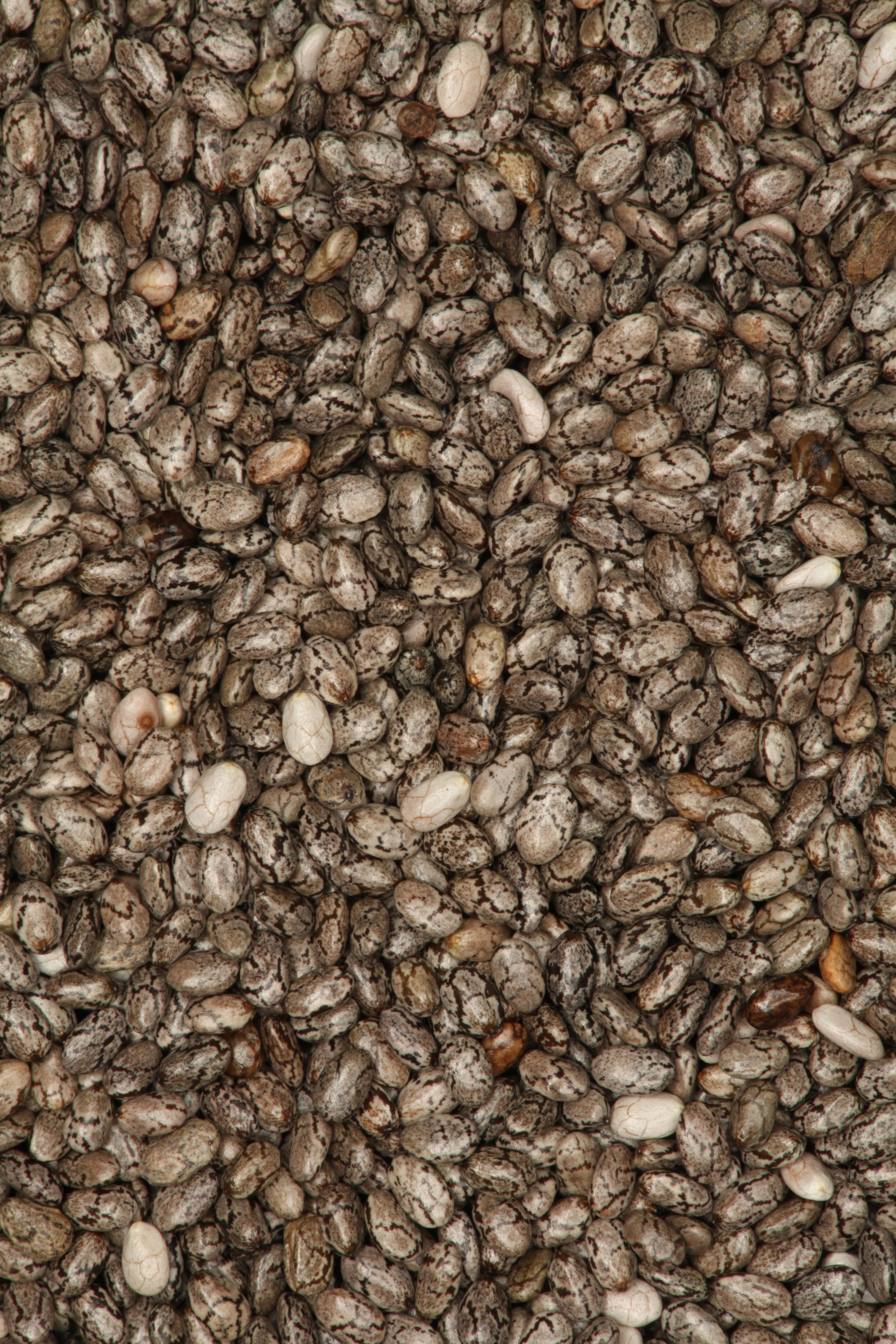
چیا به‌دلیل دانه‌های سرشار از آلفا لینولنیک اسید برای اهداف تجاری کاشته می‌شود.

خوراک‌دارو یا زیست‌دارو جایگزینی دارویی با ادعای فواید بیولوژیکی است.

## مقررات
در کشورهای مختلف برخوردهای متفاوتی با خوراک‌دارو شده‌است.

### کانادا
در قوانین کانادا، خوراک‌دارو می‌تواند هم به عنوان خوراک و هم به عنوان دارو به بازار عرضه شود.